# Tetraponera andrei
Tetraponera andrei is een mierensoort uit de onderfamilie van de Pseudomyrmecinae. De wetenschappelijke naam van de soort is voor het eerst geldig gepubliceerd in 1895 door Mayr.